# Премия имени М. М. Ковалевского
Премия имени М. М. Ковалевского — премия, присуждаемая с 2001  года Российской академией наук. Присуждается Отделением философии, социологии, психологии и права за выдающиеся научные работы в области социологии.

Премия названа в честь русского учёного, историка, юриста, социолога эволюционистского направления М. М. Ковалевского.

## Лауреаты премии
- 2001 — академик В. Н. Кудрявцев и член-корреспондент РАН А. В. Дмитриев — за серию работ по социологии конфликтов
- 2007 — члены-корреспонденты РАН В. Н. Иванов и Ж. Т. Тощенко, доктор социологических наук В. К. Сергеев — за серию работ по концептуальному анализу трансформации ценностных ориентаций российского общества и разработки понятийного аппарата социологической науки
- 2010 — доктор философских наук С. А. Кравченко и доктор социологических наук В. К. Левашов — за серию работ «Теоретическое и практическое изучение современной социальной реальности».
- 2013 — доктор философских наук А. О. Бороноев — за серию работ «Социокультурные процессы в сфере межнациональных отношений современного российского общества»
- 2016 — член-корреспондент РАН Н. И. Лапин — за серию работ «Проблемы социокультурной эволюции современной России и её регионов: методология и результаты исследований. 1990—2015 гг.»
- 2019 — академик В. И. Жуков — за цикл работ по проблемам социологии социальной сферы, социальной политики и права.